# Wolfgang Sohm
Wolfgang Sohm (* 1960 in Wien) ist ein österreichischer Konzeptkünstler.

## Leben und Werk
Wolfgang Sohm studierte Bildhauerei an der Universität für angewandte Kunst Wien. Seine Einführung in die Medienkunst erfolgte früh durch seinen Vater und Kameramann Willi Sohm. Er machte eine Ausbildung zum Mikrocomputer-Fachmann.
Seine Arbeiten umfassen seit 1979 Konzepte, Prozesse und Interventionen im medialen, sozialen, virtuellen und öffentlichen Raum. Neben raumgebundenen Installationen ist seine Arbeit Die Kollektive Persönlichkeit Weiß ein seit 1980 laufender durchgängiger Werkblock, der in unterschiedlichen Zusammenarbeiten auch Methoden des Expanded Cinema zur Grundlage hat.

## Publikationen
- Eisen für Europa. Iron for Europe. Ausstellungskatalog, Eisen für Europa. im Haus Wittgenstein Wien 1992. Juniblochen. im Schloss Wolkersdorf in Niederösterreich 1994, edition ausart, Wien 1997, ISBN 3-901796-00-2.
- Gemeinsames zum Gegensatz - Die Kollektive Persönlichkeit 1980–1982. edition ausart, Wien 2006, ISBN 3-901796-21-5.